# Toda Irlanda
Toda Irlanda, em inglêsːAll-Ireland, é um adjetivo, no qual se salienta a ilha da Irlanda como um todo, não levando em consideração a coexistência de dois Estados soberanos no local. Contrasta desta forma com expressões tais como a República da Irlanda ou a Irlanda do Norte, que só se aplicam para jurisdições específicas que existem na ilha. Muitos esportes são organizados sob uma base comum.
"Toda Irlanda" é frequentemente utilizada como uma forma reduzida para Campeonato de Toda Irlanda, realizado por esportes organizados na ilha. Em particular:
- Campeonato Sênior de Futebol Irlandês no futebol Gaélico
- Campeonato Sênior de Hurling da Irlanda em Hurling

Muitos esportes são organizados em uma base comum, por exemplo, Futebol Americano, Basquete, Boxe, Críquete, Curling, Jogos Gaélicos, Hóquei, Golfe, Rugby League e Rugby Union, caso em que a equipe internacional geralmente é referido simplesmente como "Irlanda". Outros são organizados, principalmente, em uma base comum, mas com equipes internacionais tanto da "Irlanda" quanto da "Grã-Bretanha", caso em que os jogadores da Irlanda do Norte , que poderão optar por qualquer um - estes incluem Tênis, Natação, Atletismo e quaisquer eventos olímpicos. Alguns outros têm organizações e equipes separadas da Irlanda do Norte e República da Irlanda , incluindo, nomeadamente, Futebol e Bilhar.
Da mesma forma, o termo pode ser usado em referência a concursos anuais em determinadas música tradicional e as formas de arte:
- Irlanda Fleadh na música Irlandesa
- Irlanda Feis na dança Irlandesa
- Lista Campeões de Toda Irlanda na música Tradicional Irlandesa
- Toda Irlanda Show de Talentos

Ele também é usado como título de Primaz de Toda a Irlanda, o clérigo sênior em cada uma das Igrejas cristãs de maior adesão entre a população, Igreja Católica Romana e a Igreja da Irlanda:
- Arcebispo de Armagh - Primaz de Toda a Irlanda (Católica)
- Arcebispos de Armagh - Primaz de Toda a Irlanda (Igreja da Irlanda)

No republicanismo irlandês, a expressão Condados da Irlanda é muitas vezes utilizado: 32 distinta dos 26 tradicionais condados da República e os restantes 6 da Irlanda do Norte. Quem se inscrever como legítimo republicano irlandês, defende que a República Irlandesa continue a existir em Toda Irlanda republicana, ou seja, que toda a ilha esteja unida sob um mesmo Estado para distinguir dos 26 condado República da Irlanda.
O Partido Republicano Sinn Féin faz um comício na  véspera de todo "Campeonato Sênior de Toda Irlanda"  na O'Connell Street, em Dublim.